# Lawksawk
Lawksawk är en kommun i Myanmar.   Den ligger i regionen Shanstaten, i den centrala delen av landet, 220 km norr om huvudstaden Naypyidaw. Antalet invånare är 139 867.